# Lucio Julio Urso
Lucio Julio Urso  fue un político y militar romano que vivió en el siglo I, y desarrolló su cursus honorum bajo los reinados de Vespasiano, Tito, Domiciano, Nerva y Trajano. Fue cónsul en 3 ocasiones.

## Familia
Urso era hermano menor de Tiberio Julio Lupo; su padre era Julio Lupo, cuñado del prefecto pretoriano Marco Arrecino Clemente y tío de Arrecina Tértula, esposa del emperador Tito.
Ronald Syme ha argumentado que Urso adoptó a Servio Julio Serviano, cónsul sufecto en el año 90, y pasó a llamarse Lucio Julio Urso Serviano; ningún historiador se ha pronunciado en contra de esta identificación y ha sido considerada aceptada por todos. Serviano permaneció cerca del centro del poder, siendo parte de las cortes imperiales de Trajano y Adriano hasta su muerte.

## Carrera pública
Inició una carrera ecuestre, siendo sucesivamente prefecto de la anona, gobernador de Egipto (83-84) y prefecto de la Guardia Pretoriana (81-83). Intercedió por Domicia Longina cuando Domiciano quiso ejecutarla por su relación con el actor Paris. Sin embargo, Domiciano lo cesó alegando falta de interés en los asuntos imperiales, lo promocionó al Senado y le confirió un consulado sufecto en el año 84. No se vuelve a saber de él hasta que, bajo el gobierno de Trajano, obtiene sendos consulados en los años 98 y 100. Debió morir poco después y adoptó al también consular Lucio Julio Urso Serviano.